# Ateuchus femoratum
Ateuchus femoratum är en skalbaggsart som beskrevs av Fabricius 1801. Ateuchus femoratum ingår i släktet Ateuchus och familjen bladhorningar. Inga underarter finns listade.